# مانوتشو
ماتيوز ألبيرتو كونتيريراس غونكالفز (بالبرتغالية: Mateus Alberto Contreiras Gonçalves‏)، من مواليد 7 مارس 1983 في لواندا في أنغولا، لاعب كرة قدم أنغولي.
بدأ مسيرته الكروية مع نادي سبورت لواندا، وبعدها انتقل إلى نادي بيترو أتلتيكو، ومنذ عام 2008 وهو يلعب مع نادي مانشستر يونايتد الإنجليزي. وأعير إلى نادي باناثينايكوس اليوناني منذ يناير 2008 وحتى يونيو 2008 وبعدها عاد إلى مانشستر يونايتد. وبعد عام 2009 انتقل إلي نادي بلد الوليد.."
و هو يلعب مع منتخب أنغولا لكرة القدم منذ عام 2007، وقد أحرز أربعة أهداف في كأس أمم أفريقيا لعام 2008 في غانا.

## إنجازاته الشخصية
حصل على لقب هداف كأس الأمم الأفريقية لكرة القدم 2012

## روابط خارجية
- مانوتشو على موقع الاتحاد الدولي (مؤرشف)  (الإنجليزية)
- مانوتشو على موقع الاتحاد الأوربي (الإنجليزية)
- مانوتشو على موقع اتحاد تركيا (لاعب) (الإنجليزية)
- مانوتشو على موقع قاعدة بيانات كرة القدم.إي يو (الإنجليزية)
- مانوتشو على موقع ناشيونال فوتبول تيمز (الإنجليزية)
- مانوتشو على موقع Soccerbase.com (لاعب) (الإنجليزية)
- مانوتشو على موقع Soccerway.com (الإنجليزية)
- مانوتشو على موقع عالم كرة القدم.نت (الإنجليزية)
- مانوتشو على موقع كووورة
- مانوتشو على موقع AS.com (الإسبانية)